# Karl Heilmann (Pastor)
Karl „Kâlêraĸ“ Klemens Peter Heilmann (* 10. Mai 1892 in Nuuk; † 13. März 1958) war ein grönländischer Katechet, Pastor und Schriftsteller.

## Leben
Karl Heilmann war der Sohn des Jägers und Udstedsverwalters Jakob Søren Apollos Heilmann (1870–?) und seiner Frau Henriette Karen Petronelle Berthelsen (1874–?). Seine Schwester war die zweite Frau von Jonathan Petersen (1881–1961). Am 13. Juni 1915 heiratete er in Nuuk Kirstine Louise Dina Rosing (1894–?), Tochter des Jägers Ulrik Frederik Gert Rosing (1868–?) und seiner Frau Maria Alhed Kreutzmann (1872–?), einer Tochter von Jens Kreutzmann (1828–1899). Karl Heilmann war der Großvater der Künstlerin Aka Høegh (* 1947).
Karl wuchs in Nuuk und Narsaq bei Nuuk auf. Er wurde 1906 in jungem Alter an Grønlands Seminarium aufgenommen. Nach seinem Abschluss 1912 wurde er gemeinsam mit Gerhard Egede in Dänemark bei Christian Ludwigs und Christian Rasmussen weiterausgebildet. 1914 wurde er zum Oberkatecheten ernannt und in Paamiut und Ilulissat angestellt. Nach seiner Ordination 1917 wurde er zum Pastor in Upernavik ernannt. Später diente er in Uummannaq und Qeqertarsuaq, kurzzeitig auch in Maniitsoq und Aasiaat. 1936 wurde er zum Pastor von Appat ernannt und wechselte nur zwei Jahre später nach Qullissat. 1944 kam er nach Nuuk.
Karl Heilmann veröffentlichte 1936 zwei Theaterschauspiele, die um 1730 spielen und die erste Zeit der Christianisierung Grönlands thematisieren. 1942 veröffentlichte er den Roman Piniartoĸ Sâmo nunarĸatailu, der das grönländische Leben am Wohnplatz um 1900 behandelt. Er war ein aktiver Debatteur und Mitglied des Grönländischen Kulturrats, der Anfang der 1950er Jahre gegründet wurde. 1952 wurde er zum Ritter des Dannebrogordens ernannt. 1956 trug er mit einer Biografie zu Rasmus Berthelsen zum Buch Kalâtdlit taigdliortue tatdlimat/Fem grønlandske digtere bei. Karl Heilmann starb 1958 im Alter von 65 Jahren.

## Werke
- 1936: Kalâtdlit kristumiúngordlât („Die gerade christianisierten Grönländer“)
- 1936: Ujarĸap akiniainera („Die Rache des Steins“)
- 1942: Piniartoĸ Sâmo nunarĸatailu („Jäger Saamu und seine Mitbewohner“)
- 1949: Ilumutdle ivdlítaoĸ – ajokip inûsugtup nâpitai sulineralo („Das gilt auch für dich – Erfahrungen und Arbeit eines jungen Katecheten“)
- 1956: Kalâtdlit taigdliortue tatdlimat/Fem grønlandske digtere („Fünf grönländische Dichter“; mit Frederik Nielsen, Otto Rosing, Robert Petersen und Knud Petersen)